# Гарбузов, Дмитрий Залманович
Дми́трий За́лманович Га́рбузов (англ. Dmitri Z. Garbuzov; 27 октября 1940, Свердловск — 20 августа 2006, Принстон) — советский и американский физик, член-корреспондент РАН (1991).

## Биография
Родился в Свердловске в семье доктора технических наук Залмана Еремеевича Гарбузова (1913—1989), уроженца Сум, инженера, учёного в области землеройной и строительной техники, впоследствии профессора кафедры строительных и дорожных машин и оборудования Ленинградского инженерно-строительного института. Племянник пирателя и журналиста Соломона Еремеевича Гарбузова.
Окончил физический факультет ЛГУ (1962).
С 1964 года работал в группе Ж. И. Алфёрова в ЛФТИ, с 1979 года — зав. лабораторией.
В 1968 году защитил кандидатскую, а в 1979 году — докторскую диссертацию на тему «Излучательная рекомбинация в AlGaAs — гетероструктурах».
В 1972 году в составе коллектива стал лауреатом Ленинской премии — за «Фундаментальные исследования гетеропереходов в полупроводниках и разработки новых устройств на их основе».
В 1987 году — лауреат Государственной премии СССР.
Член-корреспондент РАН (07.12.1991), отделение радиофизика и электроника, секция физики, энергетики, радиоэлектроники.
В 1992 получил Премию А. Гумбольдта и денежный грант для годичной работы в Германии (Технический университет в Берлине). В 1994 году эмигрировал в США. Работал в Принстонском университете, Sarnov Corporation и ряде корпораций, связанных с лазерной техникой. В 2000 году — один из основателей Princeton Lightwave Inc, вице-президент по исследованиям.
Умер в 2006 году от рака в Принстоне, штат Нью-Джерси.
Один из пионеров создания диодных лазеров, работающих при комнатных температурах, и диодных лазеров высокой мощности.
Внес определяющий вклад в создание диодных лазеров с длиной волны от 0,8 до 2,7 мкм.
Под его руководством исследованы гетеропереходы в твердых растворах InGaAsP/InP. Лазеры такой структуры стали основой оптической связи.